# Pierre Marie Nguyễn Huy Quang
Pierre Marie Nguyễn Huy Quang (Vĩnh Lộc, 7 aprile 1910 – Son Tay, 13 novembre 1985) è stato un vescovo cattolico vietnamita.

## Biografia
Pierre Marie Nguyễn Huy Quang nacque il 7 aprile 1910 a Vĩnh Lộc, comune oggi rinominato Dị Nậu e appartenente al distretto rurale di Thạch Thất, una delle suddivisioni amministrative di Hanoi.
Iniziò il percorso di studio entrando nel seminario minore di Hà Thạch e proseguendo nel seminario sulpiziano di Hanoi.
Fu ordinato presbitero il 30 novembre 1940. Dopo l'ordinazione sacerdotale fu nominato viceparroco per la parrocchia di Bách Lộc e parroco della parrocchia di Vĩnh Thọ.
Il 5 marzo 1960 papa Giovanni XXIII lo nominò vicario apostolico di Hưng Hóa, assegnandogli la sede titolare di Claudiopoli di Isauria. Ricevette l'ordinazione episcopale il 23 aprile successivo per imposizione delle mani del vescovo e futuro cardinale Joseph Marie Trịnh Như Khuê.
Tuttavia il 24 novembre dello stesso anno, con la bolla Venerabilium Nostrorum, Giovanni XXIII elevò a diocesi il vicariato apostolico, nominandolo primo vescovo.
Resse la diocesi per venticinque anni, affrontando numerose difficoltà legate alla travagliata situazione politica e sociale causata dalla guerra, in quanto gran parte della popolazione cattolica era fuggita e i pochi cattolici rimasti erano spesso sottoposti ad una costante repressione da parte delle autorità governative, soprattutto con i limiti alle attività religiose e soffrivano per la scarsità di sacerdoti rimasti. Egli stesso fu soggetto a forti limitazioni di spostamento durante le visite pastorali e con la riunificazione del paese dovette richiedere alla Santa Sede l'assegnazione di un vescovo coadiutore in previsione di un inasprimento delle misure governative anti-religiose.
Morì a Son Tay il 13 novembre 1985 all'età di 75 anni.

## Genealogia episcopale
La genealogia episcopale è:
- Cardinale Scipione Rebiba
- Cardinale Giulio Antonio Santori
- Cardinale Girolamo Bernerio, O.P.
- Vescovo Claudio Rangoni
- Arcivescovo Wawrzyniec Gembicki
- Arcivescovo Jan Wężyk
- Vescovo Piotr Gembicki
- Vescovo Jan Gembicki
- Vescovo Bonawentura Madaliński
- Vescovo Jan Małachowski
- Arcivescovo Stanisław Szembek
- Vescovo Felicjan Konstanty Szaniawski
- Vescovo Andrzej Stanisław Załuski
- Arcivescovo Adam Ignacy Komorowski
- Arcivescovo Władysław Aleksander Łubieński
- Vescovo Andrzej Stanisław Młodziejowski
- Arcivescovo Kasper Kazimierz Cieciszowski
- Vescovo Franciszek Borgiasz Mackiewicz
- Vescovo Michał Piwnicki
- Arcivescovo Ignacy Ludwik Pawłowski
- Arcivescovo Kazimierz Roch Dmochowski
- Arcivescovo Wacław Żyliński
- Vescovo Aleksander Kazimierz Bereśniewicz
- Arcivescovo Szymon Marcin Kozłowski
- Vescovo Mečislovas Leonardas Paliulionis
- Arcivescovo Bolesław Hieronim Kłopotowski
- Arcivescovo Jerzy Józef Elizeusz Szembek
- Vescovo Stanisław Kazimierz Zdzitowiecki
- Cardinale Aleksander Kakowski
- Papa Pio XI
- Vescovo Jean-Baptiste Nguyễn Bá Tòng
- Vescovo Thaddée Anselme Lê Hữu Từ, O.Cist.
- Cardinale Joseph Marie Trịnh Như Khuê
- Vescovo Pierre Marie Nguyễn Huy Quang